# Hexatoma terryi
Hexatoma terryi är en tvåvingeart som först beskrevs av Alexander 1923.  Hexatoma terryi ingår i släktet Hexatoma och familjen småharkrankar. Inga underarter finns listade i Catalogue of Life.